# Parari
Parari är en kommun i Brasilien.   Den ligger i delstaten Paraíba, i den östra delen av landet, 1 500 km nordost om huvudstaden Brasília. Antalet invånare är 1 256. Arean är 128 kvadratkilometer.
Terrängen i Parari är platt.
Omgivningarna runt Parari är huvudsakligen savann. Runt Parari är det glesbefolkat, med 11 invånare per kvadratkilometer.